# ترطيب

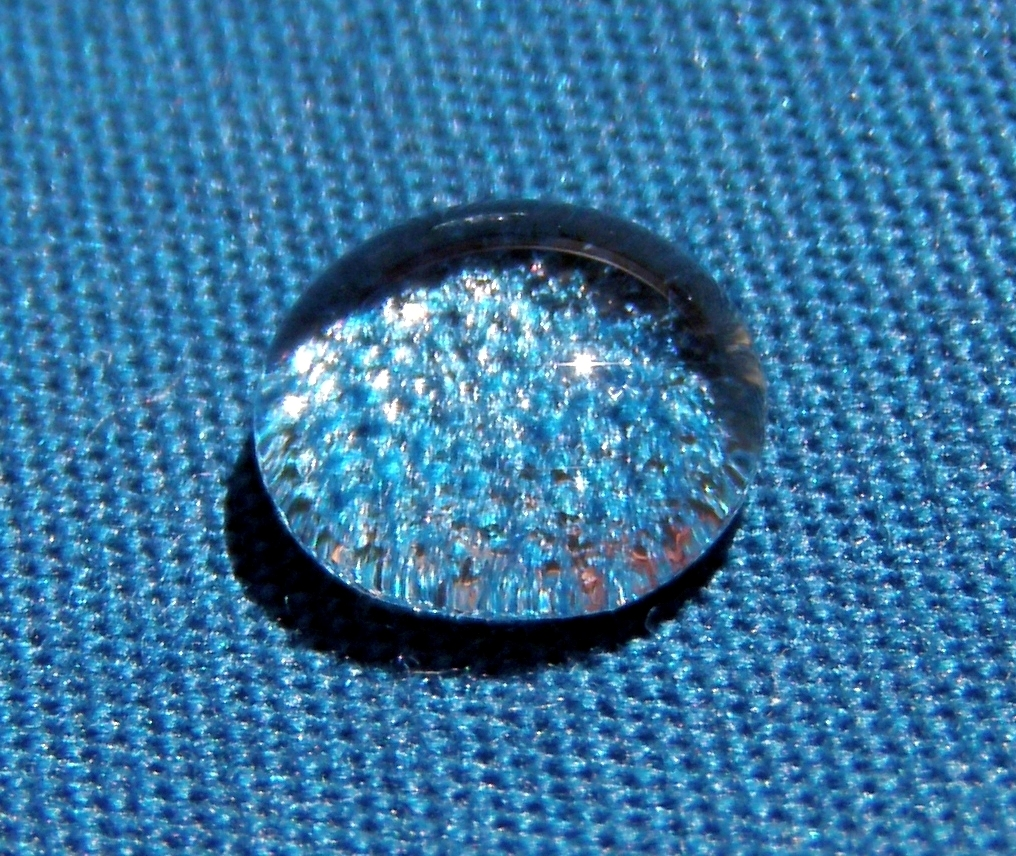
قطرة ماء على نسيج الذي تم تصنيعة لمقاومة الرطوبة عن طريق معالجة كيميائية.

الترطيب أو التبليل وهي قدرة السائل على محافظة الاتصال مع سطح صلب، نتيجة عن تفاعلات بين الجزيئات عندما يتم يتلامس الأثنان معا. يتم تحديد درجة الترطيب (قابلية ترطب) عن طريق توازن القوة بين الالتصاق وقوات التماسك.